# Ночь страха 2
«Ночь страха 2» (англ. Fright Night, Part 2) — фильм ужасов, снятый режиссёром Томми Ли Уоллесом в 1988 году. Является сиквелом фильма «Ночь страха».

## Сюжет
Чарли Брюстер  уничтожил вампира, жившего по соседству. Но он не мог предположить, что у последнего из этих зубастых есть сестра, которая теперь жаждет расквитаться. Итак, Чарли встречает красавицу Реджин, перед чарами которой устоять сложно, вот и наш друг быстро под них подпадает. И теперь охотнику Чарли предстоит ещё раз попросить святой воды у местного попа. Причем сделать это необходимо очень быстро, иначе вампирша превратит его в то, что он больше всего ненавидит — в вампира.

## В ролях
- Родди Макдауэлл — Питер Винсент
- Уильям Рэгсдэйл — Чарли Брюстер
- Трэйси Линд — Алекс
- Джули Кармен — Реджин Дандридж
- Джон Гриз — Луи
- Расселл Кларк — Белль
- Брайан Томпсон — Бозворт
- Мерритт Батрик — Ричи
- Эрни Сабелла — доктор Харрисон
- Мэтт Лэндерс — Мел